# Heorhij Tuka

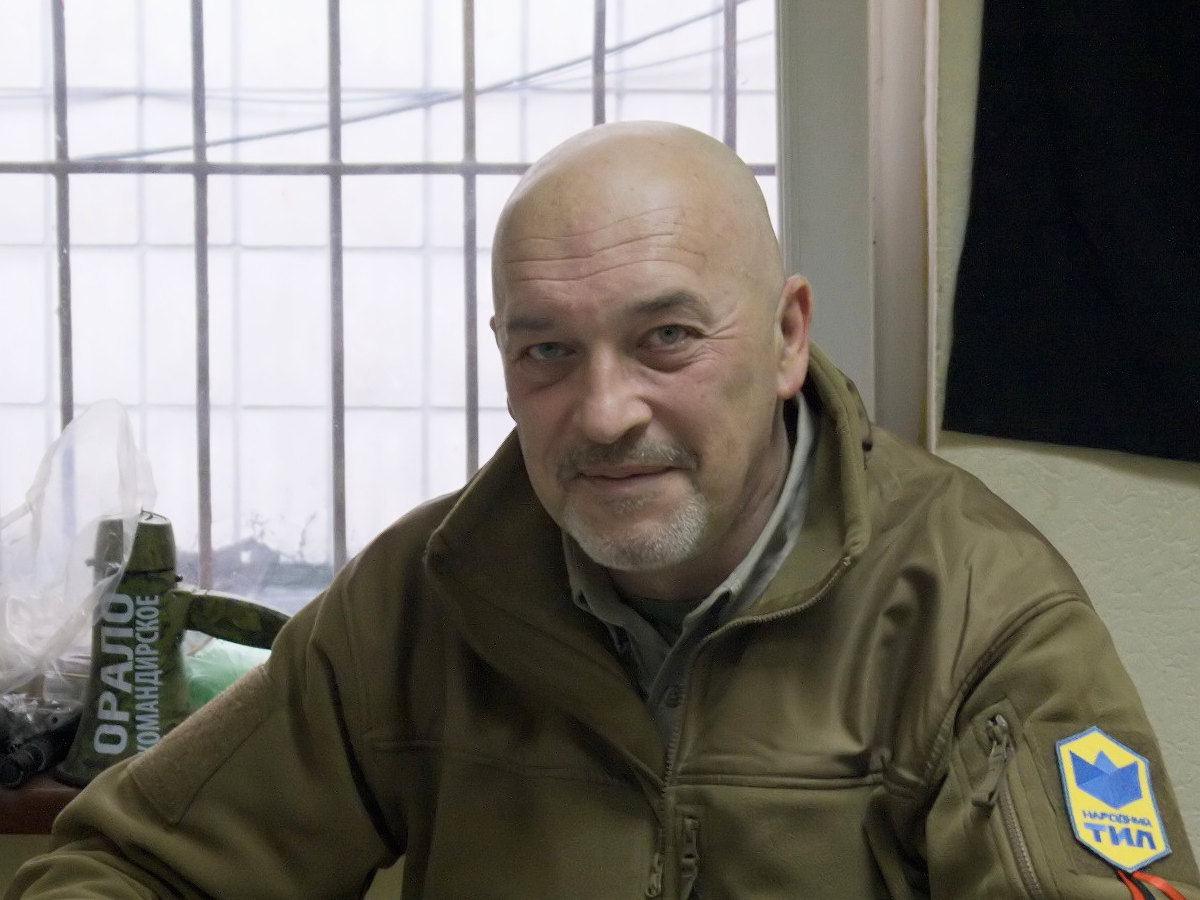
Heorhij Tuka

Heorhij Borysowycz Tuka (ukraiński: Георгій Борисович Тука; ur. 24 listopada 1963) – ukraiński polityk, działacz, biznesmen, wolontariusz, założyciel i szef grupy wolontariuszy „Narodny Tyl”. Od 29 kwietnia 2016 do 29 sierpnia 2019 Tuka był wiceministrem ds. terytoriów czasowo okupowanych i przesiedleńców wewnętrznych w rządzie Hrojsmana. W 2015 i 2016 był gubernatorem obwodu ługańskiego.
Tuka urodził się 24 listopada 1963 roku w Kijowie. Ukończył Politechnikę Kijowską w 1986 roku. Ma syna, który zgłosił się na ochotnika do Sił Zbrojnych Ukrainy.
Jesienią 2014 roku wolontariusze grupy „Narodny Tyl” pod przewodnictwem Tuki stworzyli portal „Myrotworeć”, na którym znajduje się baza danych z informacjami o terrorystach. Dzięki tej bazie terroryści i ich przewodnicy są zatrzymywani na punktach kontrolnych, a zebranymi informacjami zainteresowane są także służby specjalne różnych krajów.